# Gnorismoneura
Gnorismoneura es un género de polillas de la tribu Archipini.

## Especies
- Gnorismoneura brunneochroa
- Gnorismoneura calyptrimorpha
- Gnorismoneura chyta
- Gnorismoneura cylindrata
- Gnorismoneura elegantica
- Gnorismoneura exulis
- Gnorismoneura grandiprocessa
- Gnorismoneura hoshinoi
- Gnorismoneura maichau
- Gnorismoneura mesoloba
- Gnorismoneura mesotoma
- Gnorismoneura micronca
- Gnorismoneura monofascia
- Gnorismoneura orientis
- Gnorismoneura prochyta
- Gnorismoneura quadrativalvata
- Gnorismoneura serrata
- Gnorismoneura silvatica
- Gnorismoneura stereomorpha
- Gnorismoneura taeniodesma
- Gnorismoneura tragoditis
- Gnorismoneura vallifica
- Gnorismoneura zetessima
- Gnorismoneura zyzzogeton